# Cos Corneli Lèntul (cònsol any 60)
Cos Corneli Lèntul (en llatí: Cossus Cornelius Cossi f. Lentulus) va ser un magistrat romà que va viure al segle i. Era fill del cònsol de l'any 25, Cos Corneli Lèntul, i era de la família dels Cornelis Lèntuls.
Va ser elegit cònsol l'any 60 en temps de l'emperador Neró, segons Tàcit.